# Marie-Thérèse Mutin
Pour les articles homonymes, voir Mutin.
Marie-Thérèse Mutin, née le 17 novembre 1939 à Cessey-sur-Tille (Côte-d'Or), est une femme politique française.

## Détail des fonctions et des mandats
Mandat parlementaire
- 18 septembre 1997 - 19 juillet 1999 : Députée européenne